# Euphoresia overlaetiana
Euphoresia overlaetiana är en skalbaggsart som beskrevs av Louis Burgeon 1942. Euphoresia overlaetiana ingår i släktet Euphoresia och familjen Melolonthidae. Inga underarter finns listade i Catalogue of Life.